# (470443) 2007 XV50
(470443) 2007 XV50 est un objet transneptunien de magnitude absolue 4,6.
Son diamètre est estimé à 550 km, ce qui le qualifie comme un candidat au statut de planète naine.